# مایگول اکسلسون
مایگول اکسلسون (سوئدی: Majgull Axelsson؛ زادهٔ ۱۴ فوریهٔ ۱۹۴۷) نویسنده، روزنامه‌نگار، و نمایشنامه‌نویس اهل سوئد است. او در لاندسکرونا متولد و در نخو (سوئد) بزرگ شد و در رشته روزنامه‌نگاری تحصیل کرد.

## زندگی و حرفه
مایگول اکسلسون اولین کتابی که نوشت داستان نبود بلکه به مشکلات مربوط به فحشاء کودکان و کودکان خیابانی در جهان سوم پرداخت و روی فقر در سوئد متمرکز بود. کتاب جادوگر آوریل دومین رمانی است که یکی از آن‌ها در سوئد به خوبی مورد استقبال قرار گرفت و در سال ۲۰۰۸ بیش از ۴۰۰٬۰۰۰ نسخه فروخته شد.
کتاب‌هایش در لیست پرفروش‌ترین کتاب‌ها برای فروشندگان کتاب بود و اکسلسون جایزه‌های مهم ادبی سوئد از جمله جایزه موآ مارتینسون و جایزه یورگن اریکسون را دریافت کرد. موضوعات کتاب‌هایش به روابط مادر و دختر، رقابت بین زنان و شکست‌های دولت در ایجاد رفاه پس از جنگ سوئد را مورد بررسی قرار می‌دهد.

## شخصی
اکسلسون با شوهرش در لیدینگو زندگی می‌کند.

## کتابشناسی
کتاب "Jag heter inte Miriam" «نام من میریام نیست» در سال ۲۰۱۵ جزء ده کتاب رمان پرفروش سوئد بود.
میریام در روز تولد ۸۵ سالگی خود، به خانواده‌اش راز خود را می‌گوید که نام او میریام نیست. این آغاز داستان دردناک او دربارهٔ وضعیت روم‌ها (کولی‌ها) در اردوگاه کار اجباری نازی‌ها و بعد از جنگ جهانی دوم در سوئد است. میریام که در واقع ملیکا نام دارد، در کودکی و بعد از بازداشت پدرش توسط گشتاپو ابتدا به یتیم‌خانه و سپس آشویتس منتقل می‌شود. در آشویتس روم‌ها تنها گروهی بودند که اقامتگاه جدا داشتند و همه‌شان با هم (زن و مرد و کودک) در آن اقامتگاه بودند. رفتار نازی‌ها با روم‌ها ابتدا بهتر ازیهودی‌ها بود اما بعد تغییر کرد. ملیکا در هنگام انتقال از آشویتس به راونبروسک (اردوگاه اجباری مخصوص زنان در شمال برلین) لباس خود را که پاره شده بود با لباس زنی یهودی به نام میریام گولدبری که در مسیر جانش را از دست داده بود تعویض کرد و از همان روز نامش میریام شد. میریام متوجه شد که در اردوگاه نباید حقیقت را حتی به هم‌بندانش بگوید زیرا رفتارها با او تغییر می‌کرد. وقتی که به‌طور معجزه آسایی با اتوبوس‌های صلیب سرخ (که به اتوبوس‌های سفید در سوئد معروفند) به سوئد رسید علی‌رغم میل باطنی‌اش همان میریام ماند، چرا که متوجه شد اگر بگوید نامش ملیکا و یک روم هست زندگی در این بهشت را از دست خواهد داد. او میریام دختری از یک خانواده نجیب یهودی شناخته می‌شد که یکی از اعضای صلیب سرخ سوئد او را به خانه‌اش برد، به او سواد آموخت و بعدها او با برادر آن زن که دندانپزشک بود ازدواج کرد. ۶۵ سال میریام با هویتی دیگر زندگی کرد و تمام ۶۵ سال تلاش کرد که هویت اصلیش را فراموش کند اما خاطرات آن دوران روز به روز بیشتر به سراغ او می‌آمدند تا اینکه در تولد ۸۵ سالگی‌اش - که بر اساس تاریخ تولد میریام بود- واقعیت را بیان کرد.